# Lambert Pancratz
Johann Lambert Sigismund Caspar Joseph Pancratz (né le 4 mars 1800 à Friesoythe et mort le 1er mars 1871 à Oldenbourg) est un homme politique oldenbourgeois.

## Biographie
Lambert Pancratz est issu d'une famille de fonctionnaires du Münsterland oldenbourgeois. Il est le fils de l'assistant du tribunal régional Caspar Heinrich Joseph Pancratz (né en 1768) et de son épouse Bernhardine Clementine née Hammer (1776-1843). Après avoir le lycée de Münster, il étudie le droit à l'Université de Münster, à l'Université Robert-Charles de Heidelberg et à l'Université Georges-Auguste de Göttingen. Depuis 1819, il est membre du Corps Guestphalia Heidelberg (de). Au service de l'État d'Oldenbourg depuis 1823, il est auditeur officiel à Tettens, Brake, Rodenkirchen et Oldenbourg. À partir de 1835, il est d'abord bailli à Abbehausen, puis à partir de 1838 à Steinfeld près de Dinklage . En 1850, il devient membre du conseil de chambre et en 1857, il devient membre du gouvernement. En 1860, il est promu au Conseil supérieur du gouvernement.
Pancratz est l'un des premiers parlementaires d'Oldenbourg. Il est déjà membre de l'assemblée de la 34e et ensuite aussi membre du parlement de l'État constituant d'Oldenbourg, qu'il préside jusqu'au 14 février de cette année, après une élection le 17 janvier 1849. Ainsi, Pancratz siège en tant que député au parlement oldenbourgeois (de) en 1848-1860 et en 1863-1869. En 1849-1853, 1854-1860 et 1863-1869, il en est le vice-président. En mai 1869, Pancratz est mis à la retraite avec le titre Conseiller d'État.

## Famille
Pancratz se marie deux fois. Il épouse Anna Sibilla Franziska Kreimborg (née en 1809), la fille du docteur Heinrich Joseph Kreimborg et Maria Anna Bernhardina née Farwick, le 29 juillet 1834 à Vechta. Après sa mort, il se marie le 2 octobre 1838 à Oldenbourg avec Agnès Bothe (1818–1879), fille du bailli Friedrich Bothe (1788-1866) et de Maria Gesine Elisabeth Pollitz (morte en 1820). De ces mariages sont nés deux fils et deux filles, dont Maria Agnes Bernhardine (1847-1924) qui a épousé le maire d'Oldenbourg Diedrich Gerhard Roggemann (1840-1900), et Alexander Pancratz (de).